# Голубєв Володимир Дмитрович
Володимир Дмитрович Голубєв (рос. Влади́мир Дми́триевич Го́лубев, 6 лютого 1940, Тур'їнські рудники — 20 вересня 2004, Магнітогорськ) — радянський футболіст, що грав на позиції воротаря. Відомий насамперед виступами за футбольний клуб «Уралмаш» із Єкатеринбурга, за який зіграв близько 250 матчів у чемпіонаті та Кубку СРСР, у тому числі 34 матчі у вищій лізі чемпіонату СРСР.

## Клубна кар'єра
Володимир Голубєв народився у 1940 році в Свердловській області. Розпочав грати у футбол у команді свого рідного міста «Труд», яка в 1959 році дебютувала в класі «Б». Наступного року футболіст отримав запрошення до сімферопольського клубу класу «Б» «Авангард», проте зіграв у його складі лише 3 матчі, та повернувся до «Труда». Наступного року Володимир Голубєв перейшов до складу команди «Уралмаш» зі Свердловська, у складі якої провів 10 років своєї футбольної кар'єри. У складі свердловської команди Голубєв зіграв 245 матчів у чемпіонаті СРСР та 4 матчі Кубку СРСР. У 1969 році він був основним воротарем свердловської команди під час її першого виступу у вищій лізі чемпіонату СРСР, зігравши у вищому дивізіоні радянського футболу 34 матчі. З 1971 до 1973 року Володимир Голубєв захищав ворота пермської «Зірки». З 1974 до 1976 року Голубєв грав у «Металурзі» з Магнітогорська, одночасно з 1976 року розпочавши тренерську кар'єру в цьому ж клубі. На тренерській посаді в «Металурзі» Голубєв працював до 1979 року. Помер колишній воротар 20 вересня 2004 року в Магнітогорську.